# Komisarz bezpieczeństwa państwowego I rangi
Komisarz bezpieczeństwa państwowego I rangi (ros. комиссар государственной безопасности 1 ранга) – nazwa specjalnego stopnia wyższego korpusu dowódczego w organach bezpieczeństwa państwowego Związku Socjalistycznych Republik Radzieckich – Ludowym Komisariacie Spraw Wewnętrznych ZSRR (NKWD ZSRR) w latach 1935–1945.
Odpowiadał wojskowemu stopniowi komandarm I rangi, komisarz armii I rangi i fłagman floty I rangi (w latach 1935–1943), generał armii, admirał floty (w latach 1943-1945); bezpośrednio niższym stopniem był komisarz bezpieczeństwa państwowego II rangi, bezpośrednio wyższym komisarz generalny bezpieczeństwa państwowego. 
Stopień wprowadzono postanowieniem Centralnego Komitetu Wykonawczego ZSRR i Rady Komisarzy Ludowych ZSRR z 7 października 1935, zniesiono rozporządzeniem Prezydium Rady Najwyższej ZSRR z 6 lipca 1945. 
Stopień komisarza bezpieczeństwa państwowego I rangi otrzymali 26 listopada 1935: Jakow Agranow, Wsewołod Bałycki, Tierientij Dieribas, Leonid Zakowski, Gieorgij Prokofjew i Stanisław Redens.
5 lipca 1936 stopień otrzymał Gieorgij Błagonrawow.
11 września 1938 na stopień mianowano Ławrientija Berię.
4 lutego 1943 stopień otrzymał Wsiewołod Mierkułow.
Agranow, Bałycki, Deribas, Zakowski, Prokofjew, Błagonrawow i Redens uczestniczyli w przygotowywaniu i realizacji wielkiego terroru lat 1936-1939 i zostali usunięci z kierowniczych stanowisk w NKWD, aresztowani i straceni w latach 1937–1940 wraz ze zmianą, aresztowaniem i straceniem kolejnych kierujących terrorem szefów NKWD – Gienricha Jagody i Nikołaja Jeżowa, z którymi byli personalnie związani.
Beria, szef NKWD od 24 listopada 1938 i Mierkułow zostali usunięci z kierowniczych stanowisk, aresztowani i straceni po śmierci Stalina i upadku Berii w końcu czerwca 1953.

## Galeria – oznaki stopnia
| 1936 | 1936 | 1937–1943 | 1937–1943 | 1943 | 1943–1945 |
| ---- | ---- | --------- | --------- | ---- | --------- |
|      |      |           |           |      |           |